# Toya (Mali)
Pour les articles homonymes, voir Toya.
Toya est une commune urbaine malienne, située dans le pays de la Diafounous, de l'arrondissement central de Yélimané dans le cercle de Yélimané, dans la région de Kayes, elle a pour chef-lieu la localité de Yaguine.

## Géographie
La commune urbaine de Toya est enclavée dans la commune rurale de Gory.

## Villages
La commune s'étend sur 3 localités relevées lors du recensement général de 2009. 
Les villages les plus peuplés sont :
- Yaguine (10 275 habitants) ;
- Bildadji (1 408 habitants) ;

En 2023, la loi 2023-007 attribue à la commune 4 villages, fractions ou quartiers.
- Yaguine
- Benna
- Kémala
- Bildadji